# ジャパンラグビートップリーグ2012-2013
ジャパンラグビートップリーグ2012-2013は2012年8月31日から2013年1月6日までレギュラーシーズンが行われた。
リーグ戦1位のサントリーサンゴリアスがプレーオフトーナメントを制し、2シーズン連続3度目の優勝を果たした。
また、これはトップリーグ史上初のリーグ戦からプレーオフ決勝まで無敗の全勝優勝である。さらに、第50回日本ラグビーフットボール選手権大会でも、優勝。シーズン全試合で勝利を達成した。

## 参加チーム
ジャパンラグビートップリーグ2012-2013の参加チームは下表の通りである（記載は前年レギュラーシーズンの成績上位順）。
昨シーズンの結果、ホンダヒート（トップウェスト）、コカ・コーラウエストレッドスパークス（トップキュウシュウ）が各地域リーグに降格し、キヤノンイーグルス（トップイーストリーグ）、九州電力キューデンヴォルテクス（トップキュウシュウ）が各地域リーグから昇格した。
| チーム名                                    | 前年成績                                     | 備考                                              |
| ------------------------------------------- | -------------------------------------------- | ------------------------------------------------- |
| サントリーサンゴリアス                      | トップリーグ 1位 プレーオフトーナメント 優勝 |                                                   |
| 東芝ブレイブルーパス                        | トップリーグ 2位                             |                                                   |
| パナソニックワイルドナイツ                  | トップリーグ 3位                             |                                                   |
| NECグリーンロケッツ                         | トップリーグ 4位                             |                                                   |
| 近鉄ライナーズ                              | トップリーグ 5位                             |                                                   |
| 神戸製鋼コベルコスティーラーズ              | トップリーグ 6位                             |                                                   |
| リコーブラックラムズ                        | トップリーグ 7位                             |                                                   |
| ヤマハ発動機ジュビロ                        | トップリーグ 8位                             |                                                   |
| NTTコミュニケーションズシャイニングアークス | トップリーグ 9位                             |                                                   |
| トヨタ自動車ヴェルブリッツ                  | トップリーグ 10位                            |                                                   |
| 福岡サニックスブルース                      | トップリーグ 11位                            | 残留（トップリーグ入替戦勝利）                    |
| NTTドコモレッドハリケーンズ                 | トップリーグ 12位                            | 残留（トップリーグ入替戦勝利）                    |
| キヤノンイーグルス                          | トップイーストリーグ 優勝                    | 昇格（トップチャレンジ1 1位） 初昇格              |
| 九州電力キューデンヴォルテクス              | トップキュウシュウ 優勝                      | 昇格（トップチャレンジ1 2位） 3シーズンぶりの復帰 |

## 順位表
| 順位 | チーム                                      | 試合 | 勝 | 分 | 負 | 得点 | 失点 | 得失 | 勝点 |                                      |
| ---- | ------------------------------------------- | ---- | -- | -- | -- | ---- | ---- | ---- | ---- | ------------------------------------ |
| 1    | サントリーサンゴリアス                      | 13   | 13 | 0  | 0  | 481  | 258  | 223  | 63   | プレーオフトーナメント、日本選手権へ |
| 2    | 東芝ブレイブルーパス                        | 13   | 10 | 0  | 3  | 478  | 266  | 212  | 50   | プレーオフトーナメント、日本選手権へ |
| 3    | パナソニックワイルドナイツ                  | 13   | 10 | 0  | 3  | 509  | 275  | 234  | 49   | プレーオフトーナメント、日本選手権へ |
| 4    | 神戸製鋼コベルコスティーラーズ              | 13   | 9  | 1  | 3  | 468  | 255  | 213  | 49   | プレーオフトーナメント、日本選手権へ |
| 5    | トヨタ自動車ヴェルブリッツ                  | 13   | 9  | 1  | 3  | 343  | 291  | 52   | 43   | 日本選手権出場決定トーナメントへ     |
| 6    | ヤマハ発動機ジュビロ                        | 13   | 8  | 0  | 5  | 430  | 311  | 119  | 42   | 日本選手権出場決定トーナメントへ     |
| 7    | 近鉄ライナーズ                              | 13   | 6  | 0  | 7  | 356  | 308  | 48   | 33   | 日本選手権出場決定トーナメントへ     |
| 8    | NECグリーンロケッツ                         | 13   | 6  | 0  | 7  | 399  | 375  | 24   | 32   | 日本選手権出場決定トーナメントへ     |
| 9    | NTTコミュニケーションズシャイニングアークス | 13   | 7  | 0  | 6  | 240  | 313  | -73  | 31   | 日本選手権出場決定トーナメントへ     |
| 10   | リコーブラックラムズ                        | 13   | 5  | 0  | 8  | 322  | 360  | -38  | 28   | 日本選手権出場決定トーナメントへ     |
| 11   | キヤノンイーグルス                          | 13   | 3  | 0  | 10 | 287  | 382  | -95  | 19   |                                      |
| 12   | 九州電力キューデンヴォルテクス              | 13   | 2  | 0  | 11 | 238  | 593  | -355 | 16   |                                      |
| 13   | NTTドコモレッドハリケーンズ                 | 13   | 1  | 0  | 12 | 217  | 524  | -307 | 8    | 入替戦へ                             |
| 14   | 福岡サニックスブルース                      | 13   | 1  | 0  | 12 | 256  | 513  | -257 | 7    | 入替戦へ                             |

## プレーオフトーナメント
|  | セミファイナル                               | セミファイナル       |                              |  | ファイナル | ファイナル |
|  |                                              |                      |                              |  |            |            |
|  | 2013年1月19日 - 秩父宮、東京                 |                      |                              |  |            |            |
|  | サントリーサンゴリアス （リーグ1位）         | 38                   |                              |  |            |            |
|  | 神戸製鋼コベルコスティーラーズ （リーグ4位） | 19                   |                              |  |            |            |
|  |                                              |                      | 2013年1月27日 - 秩父宮、東京 |  |            |            |
|  | サントリーサンゴリアス                       | 19                   |                              |  |            |            |
|  |                                              | 東芝ブレイブルーパス | 3                            |  |            |            |
|  | 2013年1月20日 - 秩父宮、東京                 |                      |                              |  |            |            |
|  | パナソニックワイルドナイツ （リーグ3位）     | 8                    |                              |  |            |            |
|  | 東芝ブレイブルーパス （リーグ2位）           | 20                   |                              |  |            |            |

### セミファイナル
- 1月19日 サントリーサンゴリアス 38-19 神戸製鋼コベルコスティーラーズ
- 1月20日 パナソニックワイルドナイツ 8-20 東芝ブレイブルーパス

### ファイナル
- 1月27日 サントリーサンゴリアス 19-3 東芝ブレイブルーパス

## 入替制度

### 入れ替え制度の変更
| 順位                  | 前年まで（2011-2012シーズン）   | 今年（2012-2013シーズン）       |
| --------------------- | ------------------------------- | ------------------------------- |
| トップリーグ11位      | 入替戦（トップチャレンジ1 4位） | トップリーグ残留                |
| トップリーグ12位      | 入替戦（トップチャレンジ1 3位） | トップリーグ残留                |
| トップリーグ13位      | 地域リーグへ自動降格            | 入替戦（トップチャレンジ1 4位） |
| トップリーグ14位      | 地域リーグへ自動降格            | 入替戦（トップチャレンジ1 3位） |
| トップチャレンジ1 1位 | トップリーグへ自動昇格          | トップリーグへ自動昇格          |
| トップチャレンジ1 2位 | トップリーグへ自動昇格          | トップリーグへ自動昇格          |
| トップチャレンジ1 3位 | 入替戦（トップリーグ12位）      | 入替戦（トップリーグ14位）      |
| トップチャレンジ1 4位 | 入替戦（トップリーグ11位）      | 入替戦（トップリーグ13位）      |

- 来シーズンよりチーム数が16チームになるため今シーズンはトップリーグからの自動降格チームはなし。昨年までは自動降格だった13位・14位チームが入替戦出場に、入替戦出場だった11位・12位チームはトップリーグ残留となった。
- トップチャレンジは変わらず、チャレンジ1の3位・4位チームの入替戦の対象が変更されただけである。

### トップリーグチャレンジシリーズ2
| 順位 | チーム                                               | 試合 | 勝 | 分 | 負 | 得点 | 失点 | 得失 | BP | 勝点 |               |
| ---- | ---------------------------------------------------- | ---- | -- | -- | -- | ---- | ---- | ---- | -- | ---- | ------------- |
| 1    | 三菱重工相模原ダイナボアーズ（トップイーストリーグ） | 2    | 2  | 0  | 0  | 99   | 16   | 83   | 1  | 9    | チャレンジ1へ |
| 2    | ホンダヒート（トップウェスト）                       | 2    | 1  | 0  | 1  | 42   | 25   | 17   | 1  | 5    |               |
| 3    | マツダブルーズーマーズ（トップキュウシュウ）         | 2    | 0  | 0  | 2  | 14   | 114  | -100 | 0  | 0    |               |
- 12月9日 ホンダヒート 9-18 三菱重工相模原ダイナボアーズ（神戸総合運動公園ユニバー記念競技場）
- 12月16日 マツダブルーズーマーズ 7-33ホンダヒート（コカ･コーラウエスト広島スタジアム）
- 12月24日 三菱重工相模原ダイナボアーズ 81-7 マツダブルーズーマーズ（秩父宮ラグビー場）

以上の結果、1位三菱重工相模原ダイナボアーズのトップリーグチャレンジシリーズ1への進出が決定した。

### トップリーグチャレンジシリーズ1
| 順位 | チーム                                                     | 試合 | 勝 | 分 | 負 | 得点 | 失点 | 得失 | BP | 勝点 |          |
| ---- | ---------------------------------------------------------- | ---- | -- | -- | -- | ---- | ---- | ---- | -- | ---- | -------- |
| 1    | コカ・コーラウエストレッドスパークス（トップキュウシュウ） | 3    | 3  | 0  | 0  | 136  | 102  | 34   | 3  | 15   | 自動昇格 |
| 2    | クボタスピアーズ（トップイーストリーグ）                   | 3    | 2  | 0  | 1  | 103  | 84   | 19   | 3  | 11   | 自動昇格 |
| 3    | 豊田自動織機シャトルズ（トップウェスト）                   | 3    | 1  | 0  | 2  | 105  | 121  | -16  | 2  | 6    | 入替戦へ |
| 4    | 三菱重工相模原ダイナボアーズ（トップチャレンジ2 1位）      | 3    | 0  | 0  | 3  | 55   | 92   | -37  | 1  | 1    | 入替戦へ |
- 秩父宮ラグビー場
  - 1月5日 豊田自動織機シャトルズ 26-16三菱重工相模原ダイナボアーズ
  - 1月5日 クボタスピアーズ 31-37コカ・コーラウエストレッドスパークス

- 近鉄花園ラグビー場
  - 1月12日 コカ・コーラウエストレッドスパークス 26-22 三菱重工相模原ダイナボアーズ
  - 1月12日 豊田自動織機シャトルズ 30-32 クボタスピアーズ

- レベルファイブスタジアム
  - 1月20日 クボタスピアーズ 40-17 豊田自動織機シャトルズ
  - 1月20日 コカ・コーラウエストレッドスパークス 73-49 三菱重工相模原ダイナボアーズ

以上の結果、1位コカ・コーラウエストレッドスパークス、2位クボタスピアーズがトップリーグへ自動昇格、3位豊田自動織機シャトルズ、4位三菱重工相模原ダイナボアーズのトップリーグ入替戦への出場が決定した。

### トップリーグ入替戦
規定により、トップリーグ13位NTTドコモレッドハリケーンズがトップチャレンジ1・4位の三菱重工相模原ダイナボアーズと、トップリーグ14位福岡サニックスブルースが、トップチャレンジ1・3位の豊田自動織機シャトルズと入替戦を行った。
- 2月3日13:00キックオフ (レベルファイブスタジアム) 福岡サニックスブルース（トップリーグ14位） 28-34 豊田自動織機シャトルズ（トップチャレンジ1・3位）
- 2月9日13:00キックオフ (近鉄花園ラグビー場)NTTドコモレッドハリケーンズ（トップリーグ13位） 24-21 三菱重工相模原ダイナボアーズ（トップチャレンジ1・4位）

入れ替え戦の結果、NTTドコモレッドハリケーンズのトップリーグ残留、豊田自動織機シャトルズのトップリーグ昇格が決定した。またトップリーグ開始後、トップチャレンジチームが入れ替え戦を勝利してトップリーグに昇格するのは今回が初である。

## 表彰
2012-2013シーズンの年間表彰式は、2013年1月28日に東京国際フォーラムで実施された。

### チーム表彰

#### TOP LEAGUE 優勝チーム
|        | チーム名                       | 備考 |
| ------ | ------------------------------ | ---- |
| 優勝   | サントリーサンゴリアス         |      |
| 準優勝 | 東芝ブレイブルーパス           |      |
| 第3位  | パナソニック ワイルドナイツ    |      |
| 第3位  | 神戸製鋼コベルコスティーラーズ |      |

#### フェアプレーチーム賞
| チーム名               | 備考       |
| ---------------------- | ---------- |
| 福岡サニックスブルース | （初出場） |

#### ベストファンサービス賞
| チーム名                       | 備考             |
| ------------------------------ | ---------------- |
| 神戸製鋼コベルコスティーラーズ | （9年連続9回目） |

### 個人表彰

#### トップリーグMVP
| 氏名             | 所属チーム             | 備考             |
| ---------------- | ---------------------- | ---------------- |
| ジョージ・スミス | サントリーサンゴリアス | （2年連続2回目） |

#### 新人賞
| 氏名     | 所属チーム                 |
| -------- | -------------------------- |
| 吉田康平 | トヨタ自動車ヴェルブリッツ |

#### 最多トライゲッター
| 氏名     | 所属チーム                  | 備考               |
| -------- | --------------------------- | ------------------ |
| 山田章仁 | パナソニック ワイルドナイツ | 20トライ（初受賞） |

#### 得点王
| 氏名     | 所属チーム           | 備考                                   |
| -------- | -------------------- | -------------------------------------- |
| 五郎丸歩 | ヤマハ発動機ジュビロ | 160得点（1T/40G/25PG）（2年連続2回目） |

#### ベストキッカー
| 氏名     | 所属チーム           | 備考                                |
| -------- | -------------------- | ----------------------------------- |
| 五郎丸歩 | ヤマハ発動機ジュビロ | 155得点（40G/25PG）（2年連続2回目） |

#### ベストホイッスル
| 氏名     | 備考             |
| -------- | ---------------- |
| 平林泰三 | （3年連続4回目） |

#### プレーオフトーナメントMVP
| 氏名         | 所属チーム             | 備考       |
| ------------ | ---------------------- | ---------- |
| トゥシ・ピシ | サントリーサンゴリアス | （初受賞） |

### ベストフィフティーン
| ポジション | 氏名               | 所属チーム                     | 備考             |
| ---------- | ------------------ | ------------------------------ | ---------------- |
| PR1        | 安江祥光           | 神戸製鋼コベルコスティーラーズ | （初受賞）       |
| HO         | 青木佑輔           | サントリーサンゴリアス         | （4年ぶり3回目） |
| PR3        | 畠山健介           | サントリーサンゴリアス         | （5年連続5回目） |
| LO         | 大野均             | 東芝ブレイブルーパス           | （7年連続8回目） |
| LO         | 真壁伸弥           | サントリーサンゴリアス         | （3年ぶり2回目） |
| FL         | ジョージ・スミス   | サントリーサンゴリアス         | （2年連続2回目） |
| FL         | マイケル・リーチ   | 東芝ブレイブルーパス           | （2年連続2回目） |
| NO8        | 菊谷崇             | トヨタ自動車ヴェルブリッツ     | （3年ぶり2回目） |
| SH         | 日和佐篤           | サントリーサンゴリアス         | （2年連続2回目） |
| SO         | 小野晃征           | サントリーサンゴリアス         | （2年連続2回目） |
| WTB        | 山田章仁           | パナソニック ワイルドナイツ    | （2年ぶり2回目） |
| WTB        | 小野澤宏時         | サントリーサンゴリアス         | （2年ぶり8回目） |
| CTB        | ジャック・フーリー | パナソニック ワイルドナイツ    | （2年連続2回目） |
| CTB        | マレ・サウ         | ヤマハ発動機ジュビロ           | （初受賞）       |
| FB         | 五郎丸歩           | ヤマハ発動機ジュビロ           | （2年連続2回目） |

## 参照
1. ↑  トップリーグ2012-2013 年間表彰式